# Расовая теория Гюнтера
Ра́совая тео́рия Гю́нтера — псевдонаучная концепция неравноценности рас, их способностей к развитию, труду и, наоборот, склонностей к деградации, а также некоторым другим аспектам генезиса цивилизации. Была разработана расовым теоретиком Хансом Гюнтером, оказала значительное влияние на расовую политику нацистской Германии.

## Описание
Определением понятия раса стала совокупность признаков ментального и физического характера, которая выказывается представителем той или иной расы (нем. seelische Eigenschaften), и которая является неотъемлемой частью каждой из типов рас.

## Основные положения
Его расовая теория выделяет основные типы людей по отличительным антропологическим признакам — черепному указателю, пропорциям тела, лица, абсолютным размерам и пигментации (цвет волос, глаз, кожи). Каждому типу приписываются определённые психические и умственные качества.

### Европеоидная раса

#### Нордический тип
Высокорослые долихоцефалы. Узкое длинное лицо, оттенок волос варьируется от белокурых до тёмно-русых, глаза голубые или серые, узкий длинный нос, угловатый выступающий подбородок. Распространены в Северной Германии и Голландии, Латвии, Скандинавии, Восточной Англии, Северной Польше, Северо-Западной России, а также по всему побережью Балтики, кроме северного. Характеризуются как рассудительные, справедливые, расчётливые, предусмотрительные, холодные, зачастую жестокие люди. По умственной одарённости ставятся на первое место.

#### Восточно-балтийский тип
Брахицефалы низкого или среднего роста, ширококостного коренастого телосложения. Широкое лицо, волосы серо-жёлтого или серо-коричневого цвета, серые или голубые глаза, относительно широкий короткий нос. Распространены в восточнославянских, прибалтийских, северных финно-угорских странах. Характеризуются как гостеприимные, терпеливые люди с хорошим воображением, быстрой сменой настроения, не ценящие деньги и неспособные к принятию решений. По умственной одарённости ставятся приблизительно на третье место.

#### Западный (средиземноморский) тип
Низкорослые долихоцефалы, стройного грациозного телосложения. По пропорциям похожи на нордический тип. Тёмный цвет волос и глаз, темноватая кожа. Распространены в Испании, Италии, меньше — во Франции, Ирландии. Характеризуются как очень эмоциональные, весёлые, легкомысленные люди, немного склонные к жестокости и лени. По умственной одарённости ставятся на пятое место.

#### Восточный (альпийский) тип
Низкорослые брахицефалы, коренастого телосложения, склонные к полноте. Широкое, круглое лицо, тёмные волосы и глаза, широкий и короткий нос. Распространены повсеместно, особенно в Скандинавии, Испании, Франции, западнославянских странах, но нигде не составляют большинства. Характеризуются как спокойные, миролюбивые, замкнутые, самодостаточные, бережливые, склонные к жадности и ведомые люди. По умственной одарённости ставятся на четвёртое место.

#### Динарский тип
Высокорослые брахицефалы, стройного телосложения. Круглое лицо, загорелая кожа, тёмно-коричневые или чёрные глаза, большой нос. Распространены в Динарских Альпах, Австрии и на Украине. Характеризуются как храбрые, гордые, грубые и вспыльчивые люди. По умственной одарённости ставятся на второе место.

#### Фальский тип
Или дальский. Возможно, являются подтипом нордической расы. Долихоцефалы или мезоцефалы очень высокого роста, широкого, но плоского телосложения. Широкое лицо, относительно длинный нос, светлые, часто — рыжие волосы, светлые глаза. Распространены в Вестфалии. Характеризуются как скрытные, дружелюбные, обидчивые, упрямые и добродушные люди. По умственной одарённости ставятся на второе место, наравне с динарским типом.

## Оценки
Расовую теорию Гюнтера относят к нордицизму. При этом Гюнтер выступал против смешения рас (как физического, так и культурного), утверждая, что влияние нордической расы будет отрицательным для азиатских или африканских цивилизаций:
Часто повторяется одна и та же ошибка: нордическую расу восхваляют как «высшую», «самую благородную» как чуть ли не единственную создательницу цивилизации на Земле. Всё это лишь крики рыночных зазывал. Для восточно-азиатской или африканской цивилизаций нашего времени примесь нордической (или любой другой чуждой) крови будет «неполноценной», так как ценность расы всегда познаётся лишь в соотношении с определённой цивилизацией, и нордическая кровь для африканских или азиатских цивилизаций будет разлагающим фактором.
Гюнтер приписывает каждой расе определённый набор установок, фактически утверждая, что ум и характер в основном зависят от расовой принадлежности, а не от влияния среды. Его теория легла в основу нацистской расовой теории, определившей нацистскую политику расовой дискриминации и геноцида.